# 5574 Seagrave
5574 Seagrave eller 1984 FS är en asteroid i huvudbältet som upptäcktes den 20 mars 1984 av den tjeckiske astronomen Zdeňka Vávrová vid Kleť-observatoriet. Den är uppkallad efter den amerikanske amatörastronomen Frank E. Seagrave.
Asteroiden har en diameter på ungefär 8 kilometer och den tillhör asteroidgruppen Eunomia.